# Halestorm/Diskografie
Diese Diskografie ist eine Übersicht über die musikalischen Werke der US-amerikanischen Hard-Rock-Band Halestorm. Den Schallplattenauszeichnungen zufolge hat sie bisher mehr als 5,8 Millionen Tonträger verkauft. Ihre erfolgreichste Veröffentlichung ist das Album The Strange Case of… mit mehr als einer Million verkauften Einheiten.

## Alben

### Studioalben
| Jahr | Titel Musiklabel                            | Höchstplatzierung, Gesamtwochen, AuszeichnungChartplatzierungen (Jahr, Titel, Musiklabel, Platzierungen, Wochen, Auszeichnungen, Anmerkungen) | Höchstplatzierung, Gesamtwochen, AuszeichnungChartplatzierungen (Jahr, Titel, Musiklabel, Platzierungen, Wochen, Auszeichnungen, Anmerkungen) | Höchstplatzierung, Gesamtwochen, AuszeichnungChartplatzierungen (Jahr, Titel, Musiklabel, Platzierungen, Wochen, Auszeichnungen, Anmerkungen) | Höchstplatzierung, Gesamtwochen, AuszeichnungChartplatzierungen (Jahr, Titel, Musiklabel, Platzierungen, Wochen, Auszeichnungen, Anmerkungen) | Höchstplatzierung, Gesamtwochen, AuszeichnungChartplatzierungen (Jahr, Titel, Musiklabel, Platzierungen, Wochen, Auszeichnungen, Anmerkungen) | Höchstplatzierung, Gesamtwochen, AuszeichnungChartplatzierungen (Jahr, Titel, Musiklabel, Platzierungen, Wochen, Auszeichnungen, Anmerkungen) | Anmerkungen                                                |
| Jahr | Titel Musiklabel                            | DE | AT | CH | UK | US | Rock | Anmerkungen                                                |
| ---- | ------------------------------------------- | --- | --- | --- | --- | --- | --- | ---------------------------------------------------------- |
| 2009 | Halestorm Atlantic Records (WMG)            | — | — | — | — | US40 Gold · (25 Wo.)US | Rock11 (11 Wo.)Rock | Erstveröffentlichung: 28. April 2009 Verkäufe: + 500.000   |
| 2012 | The Strange Case of… Atlantic Records (WMG) | — | — | — | UK49 Silber · (1 Wo.)UK | US15 Platin · (58 Wo.)US | Rock7 (48 Wo.)Rock | Erstveröffentlichung: 10. April 2012 Verkäufe: + 1.060.000 |
| 2015 | Into the Wild Life Atlantic Records (WMG)   | DE24 (1 Wo.)DE | AT33 (1 Wo.)AT | CH20 (1 Wo.)CH | UK10 (3 Wo.)UK | US5 (11 Wo.)US | Rock1 (22 Wo.)Rock | Erstveröffentlichung: 14. April 2015                       |
| 2018 | Vicious Atlantic Records (WMG)              | DE27 (1 Wo.)DE | AT34 (1 Wo.)AT | CH10 (2 Wo.)CH | UK8 (2 Wo.)UK | US8 (2 Wo.)US | Rock1 (2 Wo.)Rock | Erstveröffentlichung: 27. Juli 2018                        |
| 2022 | Back from the Dead Atlantic Records (WMG)   | DE13 (1 Wo.)DE | AT24 (1 Wo.)AT | CH12 (1 Wo.)CH | UK9 (1 Wo.)UK | US36 (1 Wo.)US | Rock4 (1 Wo.)Rock | Erstveröffentlichung: 6. Mai 2022                          |
| 2025 | Everest Atlantic Records (WMG)              | DE30 (… Wo.)DE | AT10 (… Wo.)AT | CH9 (… Wo.)CH | UK16 (… Wo.)UK | US156 (… Wo.)US | — | Erstveröffentlichung: 8. August 2025                       |

### Livealben
| Jahr | Titel Musiklabel                           | Anmerkungen                             |
| ---- | ------------------------------------------ | --------------------------------------- |
| 2010 | Live in Philly 2010 Atlantic Records (WMG) | Erstveröffentlichung: 16. November 2010 |
| 2024 | Live at Wembley Atlantic Records (WMG)     | Erstveröffentlichung: 17. Mai 2024      |

### EPs
| Jahr | Titel Musiklabel                                           | Höchstplatzierung, Gesamtwochen, AuszeichnungChartplatzierungen (Jahr, Titel, Musiklabel, Platzierungen, Wochen, Auszeichnungen, Anmerkungen) | Höchstplatzierung, Gesamtwochen, AuszeichnungChartplatzierungen (Jahr, Titel, Musiklabel, Platzierungen, Wochen, Auszeichnungen, Anmerkungen) | Höchstplatzierung, Gesamtwochen, AuszeichnungChartplatzierungen (Jahr, Titel, Musiklabel, Platzierungen, Wochen, Auszeichnungen, Anmerkungen) | Höchstplatzierung, Gesamtwochen, AuszeichnungChartplatzierungen (Jahr, Titel, Musiklabel, Platzierungen, Wochen, Auszeichnungen, Anmerkungen) | Höchstplatzierung, Gesamtwochen, AuszeichnungChartplatzierungen (Jahr, Titel, Musiklabel, Platzierungen, Wochen, Auszeichnungen, Anmerkungen) | Höchstplatzierung, Gesamtwochen, AuszeichnungChartplatzierungen (Jahr, Titel, Musiklabel, Platzierungen, Wochen, Auszeichnungen, Anmerkungen) | Anmerkungen                            |
| Jahr | Titel Musiklabel                                           | DE | AT | CH | UK | US | Rock | Anmerkungen                            |
| ---- | ---------------------------------------------------------- | --- | --- | --- | --- | --- | --- | -------------------------------------- |
| 1999 | (Don’t Mess with the) Time Man Selbstverlag (Valley Media) | — | — | — | — | — | — | Erstveröffentlichung: 1999             |
| 2001 | Breaking the Silence Selbstverlag                          | — | — | — | — | — | — | Erstveröffentlichung: 2001             |
| 2006 | One and Done Atlantic Records (WMG)                        | — | — | — | — | — | — | Erstveröffentlichung: 25. April 2006   |
| 2011 | Reanimate: The Covers EP Atlantic Records (WMG)            | — | — | — | — | — | — | Erstveröffentlichung: 22. März 2011    |
| 2012 | Hello, It’s Mz Hyde Atlantic Records (WMG)                 | — | — | — | — | US108 (1 Wo.)US | Rock33 (1 Wo.)Rock | Erstveröffentlichung: 24. Januar 2012  |
| 2012 | In the Live Room Atlantic Records (WMG)                    | — | — | — | — | — | — | Erstveröffentlichung: 6. November 2012 |
| 2013 | Reanimate 2.0: The Covers EP Atlantic Records (WMG)        | — | — | — | — | US40 (2 Wo.)US | Rock14 (2 Wo.)Rock | Erstveröffentlichung: 15. Oktober 2013 |
| 2016 | Into the Wild Live: Chicago Atlantic Records (WMG)         | — | — | — | — | — | — | Erstveröffentlichung: 15. April 2016   |
| 2017 | Reanimate 3.0: The Covers EP Atlantic Records (WMG)        | — | — | CH78 (1 Wo.)CH | UK67 (1 Wo.)UK | US23 (2 Wo.)US | Rock2 (2 Wo.)Rock | Erstveröffentlichung: 6. Januar 2017   |
| 2020 | Vicious (Stripped) Atlantic Records (WMG)                  | — | — | — | — | — | — | Erstveröffentlichung: 6. März 2020     |
| 2020 | Reimagined Atlantic Records (WMG)                          | — | — | — | — | — | — | Erstveröffentlichung: 14. August 2020  |

grau schraffiert: keine Chartdaten aus diesem Jahr verfügbar

## Singles
| Jahr | Titel Album                                               | Höchstplatzierung, Gesamtwochen, AuszeichnungChartplatzierungen (Jahr, Titel, Album, Platzierungen, Wochen, Auszeichnungen, Anmerkungen) | Höchstplatzierung, Gesamtwochen, AuszeichnungChartplatzierungen (Jahr, Titel, Album, Platzierungen, Wochen, Auszeichnungen, Anmerkungen) | Höchstplatzierung, Gesamtwochen, AuszeichnungChartplatzierungen (Jahr, Titel, Album, Platzierungen, Wochen, Auszeichnungen, Anmerkungen) | Höchstplatzierung, Gesamtwochen, AuszeichnungChartplatzierungen (Jahr, Titel, Album, Platzierungen, Wochen, Auszeichnungen, Anmerkungen) | Höchstplatzierung, Gesamtwochen, AuszeichnungChartplatzierungen (Jahr, Titel, Album, Platzierungen, Wochen, Auszeichnungen, Anmerkungen) | Höchstplatzierung, Gesamtwochen, AuszeichnungChartplatzierungen (Jahr, Titel, Album, Platzierungen, Wochen, Auszeichnungen, Anmerkungen) | Anmerkungen |
| Jahr | Titel Album                                               | DE | AT | CH | UK | US | Rock | Anmerkungen |
| ---- | --------------------------------------------------------- | --- | --- | --- | --- | --- | --- | --- |
| 2005 | It’s Not You Halestorm                                    | — | — | — | — | — | Rock24 (20 Wo.)Rock | Erstveröffentlichung: 2005 Charteinstieg: 19. Dezember 2009                                                         |
| 2009 | I Get Off Halestorm                                       | — | — | — | — | US— PlatinUS | Rock17 (20 Wo.)Rock | Erstveröffentlichung: 10. März 2009 Verkäufe: + 1.040.000                                                           |
| 2010 | Familiar Taste of Poison Halestorm                        | — | — | — | — | — | — | Erstveröffentlichung: 2010                                                                                          |
| 2010 | Bet U Wish U Had Me Back Halestorm                        | — | — | — | — | — | — | Erstveröffentlichung: 30. November 2010                                                                             |
| 2012 | Mz. Hyde The Strange Case of…                             | — | — | — | — | — | — | Erstveröffentlichung: 24. Januar 2012                                                                               |
| 2012 | Love Bites (So Do I) The Strange Case of…                 | — | — | — | — | US— GoldUS | Rock16 (20 Wo.)Rock | Erstveröffentlichung: 24. Januar 2012 Verkäufe: + 500.000; Grammy for Best Hard Rock/Metal Performance; Promosingle |
| 2012 | I Miss the Misery The Strange Case of…                    | — | — | — | UK— SilberUK | US— PlatinUS | Rock19 (20 Wo.)Rock | Erstveröffentlichung: 24. September 2012 Verkäufe: + 1.220.000; Promosingle                                         |
| 2013 | Freak Like Me The Strange Case of…                        | — | — | — | — | US— GoldUS | Rock48 (3 Wo.)Rock | Erstveröffentlichung: 18. März 2013 Verkäufe: + 500.000; Promosingle                                                |
| 2013 | Get Lucky Reanimate 2.0: The Covers EP                    | — | — | — | — | — | — | Erstveröffentlichung: 24. September 2013 Original: Daft Punk                                                        |
| 2013 | Here’s to Us The Strange Case of…                         | — | — | — | — | US— GoldUS | Rock47 (2 Wo.)Rock | Erstveröffentlichung: 7. Oktober 2013 Verkäufe: + 500.000; feat. Slash                                              |
| 2015 | Apocalyptic Into the Wild Life                            | — | — | — | — | — | Rock34 (8 Wo.)Rock | Erstveröffentlichung: 12. Januar 2015                                                                               |
| 2015 | Mayhem Into the Wild Life                                 | — | — | — | — | — | — | Erstveröffentlichung: 17. Februar 2015                                                                              |
| 2015 | Amen Into the Wild Life                                   | — | — | — | — | — | Rock38 (7 Wo.)Rock | Erstveröffentlichung: 3. März 2015                                                                                  |
| 2015 | I Am the Fire Into the Wild Life                          | — | — | — | — | — | Rock40 (8 Wo.)Rock | Erstveröffentlichung: 31. März 2015                                                                                 |
| 2015 | Sick Individual Into the Wild Life                        | — | — | — | — | — | — | Erstveröffentlichung: 7. April 2015                                                                                 |
| 2016 | I Love You All the Time (Live) –                          | — | — | — | — | — | — | Erstveröffentlichung: 22. Januar 2016                                                                               |
| 2016 | Mistress for Christmas / I Like It Heavy* –               | — | — | — | — | — | — | Erstveröffentlichung: 18. November 2016 * feat. Eric Church                                                         |
| 2016 | Still of the Night Reanimate 3.0: The Covers EP           | — | — | — | — | — | — | Erstveröffentlichung: 2. Dezember 2016                                                                              |
| 2016 | I Hate Myself for Loving You Reanimate 3.0: The Covers EP | — | — | — | — | — | Rock28 (1 Wo.)Rock | Erstveröffentlichung: 30. Dezember 2016 Original: Joan Jett and the Blackhearts                                     |
| 2017 | Dear Daughter Into the Wild Life (Deluxe)                 | — | — | — | — | — | — | Erstveröffentlichung: 2. Juni 2017                                                                                  |
| 2018 | Uncomfortable Vicious                                     | — | — | — | — | — | Rock28 (8 Wo.)Rock | Erstveröffentlichung: 30. Mai 2018                                                                                  |
| 2018 | Do Not Disturb Vicious                                    | — | — | — | — | — | Rock49 (1 Wo.)Rock | Erstveröffentlichung: 20. Juli 2018                                                                                 |
| 2018 | Black Vultures Vicious                                    | — | — | — | — | — | — | Erstveröffentlichung: 22. Juni 2018                                                                                 |
| 2019 | Buzz / Chemicals Vicious                                  | — | — | — | — | — | — | Erstveröffentlichung: 13. April 2019 Vinylsingle anlässlich des Record Store Day                                    |
| 2019 | Vicious / Chemicals Vicious                               | — | — | — | — | — | — | Erstveröffentlichung: 26. April 2019                                                                                |
| 2020 | Break In Reimagined                                       | — | — | — | — | — | — | Erstveröffentlichung: 30. Juli 2020 feat. Amy Lee                                                                   |
| 2021 | The Steeple Back from the Dead                            | — | — | — | — | — | — | Erstveröffentlichung: 4. Februar 2021                                                                               |
| 2021 | Long Live Rock Back from the Dead                         | — | — | — | — | — | — | Erstveröffentlichung: 9. März 2021                                                                                  |
| 2021 | Back from the Dead                                        | — | — | — | — | — | — | Erstveröffentlichung: 18. August 2021                                                                               |
| 2022 | Mine Back from the Dead (Deluxe)                          | — | — | — | — | — | — | Erstveröffentlichung: 28. Oktober 2022                                                                              |
| 2023 | Terrible Things Back from the Dead (Deluxe)               | — | — | — | — | — | — | Erstveröffentlichung: 24. Mai 2023 feat. Ashley McBryde                                                             |
| 2025 | Everest                                                   | — | — | — | — | — | — | Erstveröffentlichung: 30. Mai 2025                                                                                  |

grau schraffiert: keine Chartdaten aus diesem Jahr verfügbar

## Videoalben und Musikvideos

### Videoalben
| Jahr | Titel Musiklabel                     | Anmerkungen                             |
| ---- | ------------------------------------ | --------------------------------------- |
| 2010 | Live in Philly 2010 Atlantic Records | Erstveröffentlichung: 16. November 2010 |

### Musikvideos
- 2009: I Get Off
- 2009: Love/Hate Heartbreak
- 2009: It’s Not You
- 2010: Familiar Taste of Poison
- 2012: Love Bites (So Do I)
- 2012: I Miss the Misery
- 2013: Freak Like Me
- 2013: Here’s to us
- 2014: Mz. Hyde
- 2015: Apocalyptic
- 2015: Amen
- 2015: I Am the Fire
- 2016: Mayhem
- 2017: Dear Daughter
- 2018: Uncomfortable
- 2018: Do Not Disturbed
- 2019: Vicious
- 2021: Back from the Dead
- 2022: The Steeple
- 2022: Wicked Ways

## Statistik

### Chartauswertung
|                     | DE    | AT    | CH    | UK    | US    | Rock      |
| ------------------- | ----- | ----- | ----- | ----- | ----- | --------- |
| Nummer-eins-Alben   | DE—DE | AT—AT | CH—CH | UK—UK | US—US | Rock2Rock |
| Top-10-Alben        | DE—DE | AT1AT | CH2CH | UK3UK | US2US | Rock5Rock |
| Alben in den Charts | DE4DE | AT4AT | CH5CH | UK6UK | US8US | Rock8Rock |

|                       | DE    | AT    | CH    | UK    | US    | Rock       |
| --------------------- | ----- | ----- | ----- | ----- | ----- | ---------- |
| Nummer-eins-Singles   | DE—DE | AT—AT | CH—CH | UK—UK | US—US | Rock—Rock  |
| Top-10-Singles        | DE—DE | AT—AT | CH—CH | UK—UK | US—US | Rock—Rock  |
| Singles in den Charts | DE—DE | AT—AT | CH—CH | UK—UK | US—US | Rock12Rock |

### Auszeichnungen für Musikverkäufe
| Goldene Schallplatte - Kanada - 2024: für die Single I Get Off - Schweden - 2015: für die Single I Miss the Misery - Vereinigte Staaten - 2025: für das Album Bad Romance |

Anmerkung: Auszeichnungen in Ländern aus den Charttabellen bzw. Chartboxen sind in ebendiesen zu finden.
| Land/RegionAuszeichnungen für Musikverkäufe (Land/Region, Auszeichnungen, Verkäufe, Quellen) | Silber     | Gold     | Platin     | Verkäufe  | Quellen         |
| -------------------------------------------------------------------------------------------- | ---------- | -------- | ---------- | --------- | --------------- |
| Kanada (MC)                                                                                  | —          | Gold1    | —          | 40.000    | musiccanada.com |
| Schweden (IFPI)                                                                              | —          | Gold1    | —          | 20.000    | Einzelnachweise |
| Vereinigte Staaten (RIAA)                                                                    | —          | 5× Gold5 | 3× Platin3 | 5.500.000 | riaa.com        |
| Vereinigtes Königreich (BPI)                                                                 | 2× Silber2 | —        | —          | 260.000   | bpi.co.uk       |
| Insgesamt                                                                                    | 2× Silber2 | 7× Gold7 | 3× Platin3 |           |                 |